# Castra Praetoria

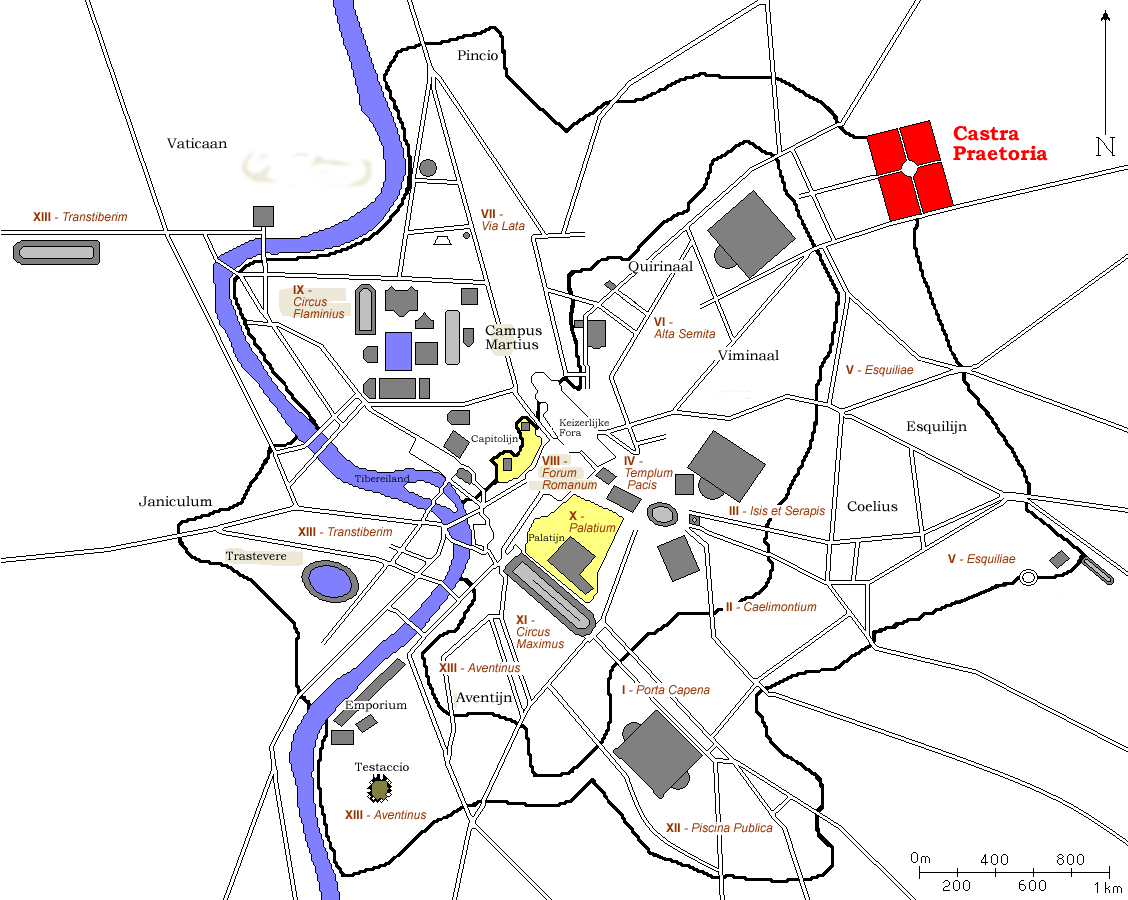
Trại lính Castra Praetoria và thành Roma cổ đại

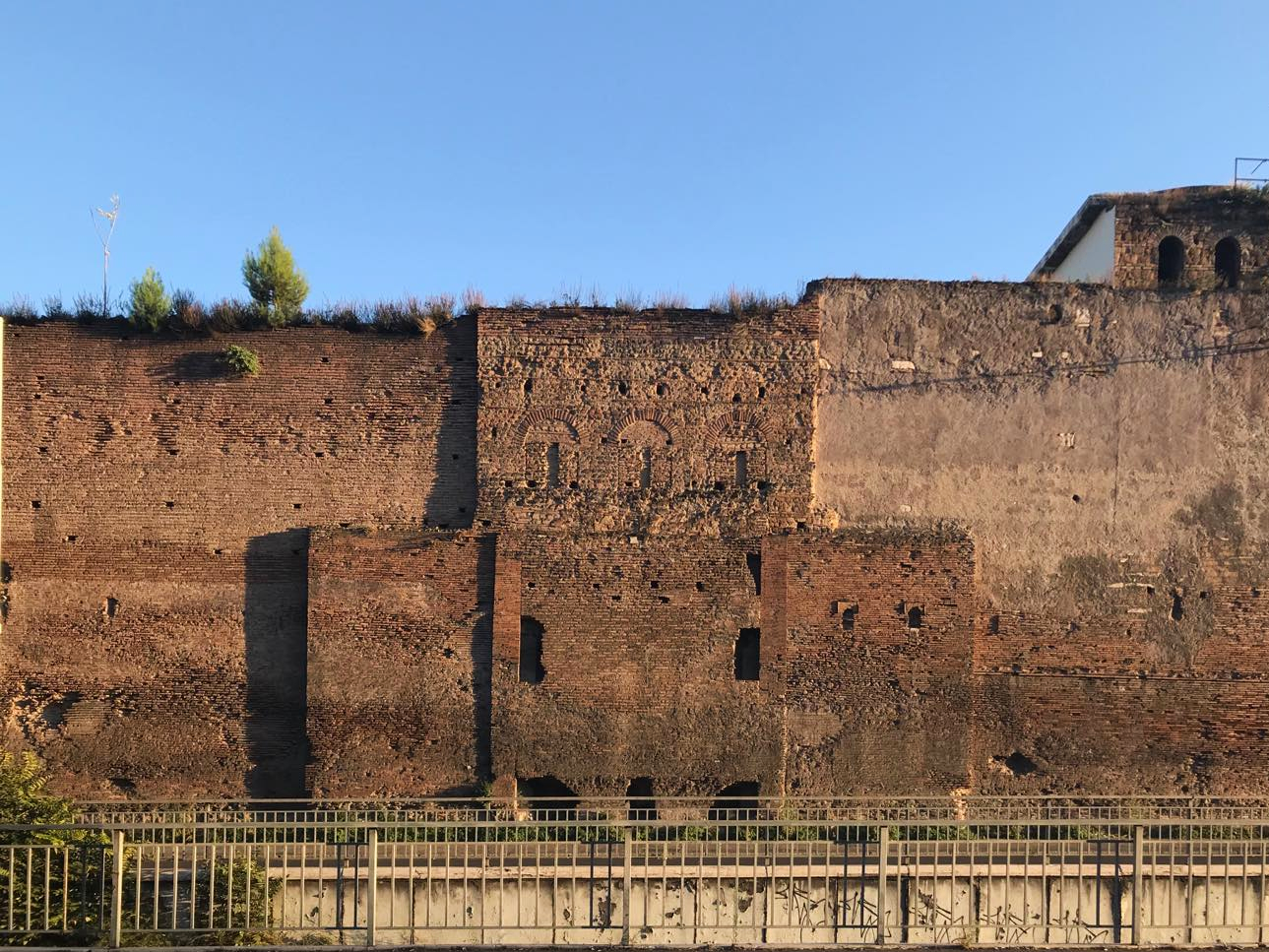
Di tích Cổng Praetoria ngày nay

Castra Praetoria là trại lính cổ đại (castra) của đội Cấm vệ quân Praetorian Guard của Đế quốc La Mã.

## Lịch sử
Theo nhà sử học La Mã Suetonius, trại lính được pháp quan thái thú Lucius Aelius Sejanus xây dựng vào năm 23 dưới thời Hoàng đế Tiberius trong một nỗ lực nhằm củng cố một vài đơn vị vệ binh. Trại lính được dựng lên ngay bên ngoài thành Roma và được bao bọc bởi những bức tường kiên cố, có diện tích tổng cộng 440 x 380 mét (1.443 x 1.246 ft). Ba trong số bốn mặt của dãy tường thành về sau được sáp nhập vào tường thành Aurelianus, một số phần của chúng vẫn còn hiện diện đến nay.
Khu phố kế bên Castro Pretorio được đặt tên theo trại lính. Castra Praetoria còn là nơi Praetorian Guard đã tiến hành vụ ám sát Hoàng đế Elagabalus vào năm 222. Castra Praetoria tồn tại đến thế kỷ 4 thì bị Constantinus Đại đế phá hủy, cũng chính ông là người đã giải tán Praetorian Guard trong cuộc chiến chinh phục Ý khi Maxentius đang là Hoàng đế Tây La Mã. Cả hai đều gặp nhau lần cuối trong trận quyết chiến tại cầu Milvian vào năm 312, và sau khi Constantinus giành chiến thắng oanh liệt thì ông đã chính thức giải tán Praetorian Guard rồi gửi họ ra các nơi khác nhau của đế chế.